# 阿烈阿甲

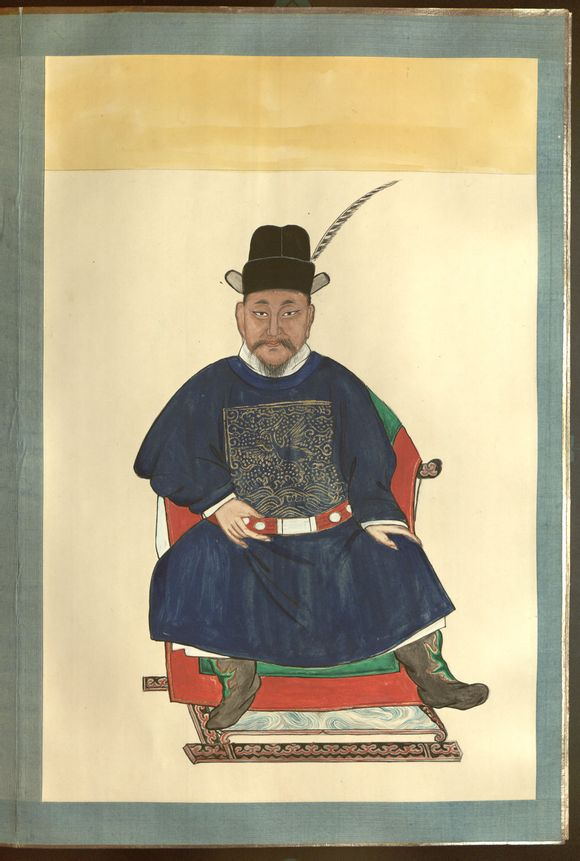
阿烈阿甲

阿烈阿甲（？—？），字元德，元朝丽江第四代土司。
阿烈阿甲是阿胡阿烈的長子，为阿室丈蒙阿加所生。阿胡阿烈死后嗣位。1356年，元順帝廢除麗江府治，改設宣撫司。改設立通安州，命他為正三品通安州知州。阿烈阿甲被授为朝請大夫、騎都尉。

## 家族
- 父：阿胡阿烈
- 母：阿室丈蒙阿加

- 妻：阿室圓（蒙古人，誥封恭人）

- 子：
  - 阿甲阿得（母阿室圓）
  - 阿甲阿佉（母阿室圓）
  - 阿甲阿牙（母阿室圓）
  - 阿甲阿見（母阿室圓）
  - 阿甲阿從
  - 阿甲阿歹
  - 阿甲阿昌